# Музички конзерваторијум Силверлејк
Музички конзерваторијум Силверлејк (енгл. Silverlake Conservatory of Music) је непрофитна образовна организација коју су 2001. основали Мајкл Балзари-Фли, члан групе Ред хот чили пеперс и Кит Бери у Калифорнији. Циљ ове установе је да негује музичко образовање, а један од чланова управног одбора је и Ентони Кидис, певач групе Ред хот чили пеперс.